# Gowran
Gowran (irisch Gabhrán) ist ein Ort im County Kilkenny in Irland. Bei der Volkszählung 2022 hatte Gowran 847 Einwohner. Das ist nahezu eine Verdoppelung gegenüber 1996, als es 476 Einwohner waren. Gowran besteht nahezu vollständig aus dem gleichnamigen Townland und dem angrenzenden Townland Gowran Demense.

## Geschichte
Bereits lange vor der anglonormannischen Eroberung von Irland im Jahr 1169 war Gowran Residenz der Könige von Ossory. Nach der Invasion wurde das Land um Gowran an Theobald FitzWalter übergeben, den Vorfahren der Ormond-Familie. Diese behielt die Gutsherrschaft über das Land bis 1700.
Oliver Cromwell belagerte mit seinen Truppen 1650 die Burg; nach der Aufgabe der Verteidiger wurden alle Offiziere bis auf einen erschossen und der Kaplan gehängt.
Von 1613 bis zum Act of Union 1800 entsandte Gowran zwei Vertreter in das Parlament in Dublin.

## Verkehrsanbindung

### Bahn
Die Bahnlinie von Dublin Heuston Station nach Kilkenny und weiter nach Waterford verläuft ca. 2 km nördlich von Gowran. Zwischen November 1850 und Januar 1963 hatte Gowran dort einen Bahnhof, der aber nicht mehr existiert. Die nächstgelegenen Bahnhöfe (alle an dieser Linie) sind jetzt in Muine Bheag, Kilkenny und Thomastown; alle sind ca. 13 km entfernt.

### Straßen
Die Nationalstraße N9 von Dublin nach Waterford verlief durch Gowran. Seit der Fertigstellung der Autobahn M9 wurde diese zur Regionalstraße R448 herabgestuft. Die von Kilkenny nach Osten verlaufende R702 kreuzt sich mit dieser im Ort.
Die Buslinie 4 der Busgesellschaft Bus Éireann zwischen Dublin und Waterford hält in jede Richtung siebenmal täglich in Gowran. Außerdem bestehen lokale Busverbindungen nach Kilkenny.

## Sehenswürdigkeiten
- Die aus der zweiten Hälfte des 13. Jahrhunderts stammende Kirche St. Mary’s, die als Kollegiatstift diente. Sie wurde im frühen 19. Jahrhundert teilweise umgebaut und diente als protestantische Kirche bis circa 1970. Heute beherbergt  sie ein Museum.[7]
- Im Gowran Park Racecourse finden mehrmals im Jahr Pferderennen statt.[8]
- Das von 1713 stammende Landhaus Gowran Castle. Es wurde 2013 komplett renoviert.
- In der Kirche St. Mary’s befindet sich ein Oghamstein.